# Triple Canopy
Triple Canopy ist ein US-amerikanisches privates Sicherheits- und Militärunternehmen, das seinen Hauptsitz in Herndon, Virginia hat. Ebenfalls existieren Büros in Abu Dhabi und Nigeria. Es ist Mitglied in diversen Lobbygruppen der privaten Sicherheits- und Militärbranche, unter anderem in der International Peace Operations Association (IPOA) und der Private Security Company Association of Iraq (PSCAI).
Im Jahr 2014 wurde Triple Canopy mit Academi und sechs weiteren Militärdienstleistern aufgekauft und unter Constellis Holdings, Inc. zusammengefasst.

## Geschichte
Im Jahr 2003 gründeten die drei Delta-Force-Veteranen Thomas Katis, Matthew Mann und John Peters das Unternehmen in Lincolnshire, Illinois.
Anfang 2004 bekam das Unternehmen einen Auftrag über die Dauer von sechs Monaten im Wert von 90 Millionen US-Dollar. In diesem Vertrag wurde vereinbart, dass Triple Canopy 13 Büros der Koalitions-Übergangsverwaltung im Irak beschützt. In der Nacht vom 6. auf den 7. April 2004 kam es zu Kämpfen zwischen Aufständischen und privaten Sicherheits- und Militärunternehmen im Irak. In diesen Gefechten waren auch Angestellte von Triple Canopy verwickelt. Am 8. Juli schossen Angestellte von Triple Canopy, die in einem Subkontrakt für KBR arbeiteten, auf Zivilisten, wobei ein Taxifahrer ums Leben kam. Dies führte im Juli 2006 in den Vereinigten Staaten zu einem Gerichtsverfahren am Fairfax County Berufungsgericht.
Am 21. Juni 2005 gab man bekannt, dass man das Firmenhauptquartier von Lincolnshire nach Herndon verlegen wird. Im September kamen vier Mitarbeiter bei einer Mission für das US-Außenministerium in Basra ums Leben. Am 4. November wurde bekannt, dass Triple Canopy den Vertrag zur Verteidigung der Grünen Zone von der Global Strategies Group, die ihn kurz zuvor verloren hatte, übernimmt.
Am 15. Juni 2007 gab das Unternehmen bekannt, dass es die Firma Clayton Consultants Inc. übernommen hat.

## Tätigkeitsfelder
Es werden diverse Dienste angeboten, unter anderem Schulungen im Bereich Strafverfolgung und nukleare Sicherheit. Man bietet außerdem Dienste im Bereich der Risikoanalyse und dem Krisenmanagement an. Neben der Zurverfügungstellung von Personal für die Bewachung von nuklearen Anlagen bietet Triple Canopy diesen Service auch für chemische und maritime Anlagen an.
Das Unternehmen kann laut eigener Aussage innerhalb von drei Tagen ein Team von über 200 Mann, unter Waffen, im Irak einsatzbereit haben.

## Tochtergesellschaften
Triple Canopy verfügt über mehrere Tochterunternehmen, um Personal vor allem in Südamerika zu rekrutieren.
- Defion Internacional – mit Sitz in San Miguel, Mexiko.[8] Die Firma gibt auf ihrer Homepage an, dass sie unter anderem Sicherheitspersonal für den Mittleren Osten (Irak), zur Erfüllung von großen Aufträgen sucht.
- TCLA International – mit Sitz in Peru.[9]